# Chaetocladius orientalis
Chaetocladius orientalis är en tvåvingeart som beskrevs av Chaudhuri och Soumyendra Nath Ghosh 1982. Chaetocladius orientalis ingår i släktet Chaetocladius och familjen fjädermyggor. Inga underarter finns listade i Catalogue of Life.